# Ahn So-yo
Ahn Ji-hye (en hangul: 안지혜) es una actriz surcoreana nacida en 1987. Es conocida con el nombre artístico de Ahn So-yo (en hangul, 안소요).
Es conocida en particular por su trabajo en la película In Her Place, presentada en el Festival Internacional de Cine de San Sebastián, y por la que obtuvo una candidatura a la Mejor actriz en el Canadian Screen Award de 2015, y una candidatura a la Mejor Actriz Revelación en los 3.os Wildflower Film Awards de 2016.

## Carrera
Empezó a actuar cuando se unió a un club de teatro en la universidad. Se especializó en actuación en la Universidad Chung-ang y pasó del teatro al cine independiente.
Recién graduada, Ahn So-yo debutó en el cine con la película In Her Place, con el personaje de una adolescente embarazada que convive en una granja con su madre, cuando llega una mujer que ha ido a visitarlas con el propósito de adoptar a su hijo. La actriz había sido seleccionada por el director de la película, Albert Shin, en la primera audición del primer día, y confirmó su elección pese a que lo presionaron porque ella, nacida en 1987, parecía demasiado mayor para hacer el papel de una adolescente. En los créditos aparece aún con su nombre real de Ahn Ji-hye. Las buenas críticas recibidas la animaron a proseguir con su carrera.
En 2023 obtuvo tras dos audiciones el papel de Sun-nam, una mujer con severa discapacidad intelectual, en el filme Invernadero. Su actuación fue definida como «fascinante» por un crítico, y le valió una nominación como mejor actriz revelación en los 44.os Blue Dragon Film Awards.
Su rostro se hizo más conocido por el público gracias a la repercusión que tuvo la serie La gloria, donde interpreta el papel de Kim Kyung-ran, una víctima de acoso escolar que ahora trabaja como empleada en la tienda de su acosador. Poco después tuvo un papel completamente diferente en la comedia de ENA Los demás no, como Jang Soo-jin, la jefa del equipo administrativo de una comisaría de policía. Pero el tema de la violencia escolar reapareció en su siguiente trabajo, El juego de la pirámide (TVING, 2024), donde es una profesora contratada que lucha por esclarecer la verdad de lo que ocurre en una escuela secundaria femenina. Aún en 2024 fue Cho Hee-seon, una abogada que aparece en un programa de entretenimiento de citas, en Hablando con franqueza.

## Filmografía

### Películas
| Año  | Título              | Hangul         | Personaje | Notas                                | Ref.          |
| ---- | ------------------- | -------------- | --------- | ------------------------------------ | ------------- |
| 2014 | In Her Place        | 인 허 플레이스 | La chica  | Junto a Yoon Da-kyung y Gil Hae-yeon | [ 11 ]        |
| 2018 | Ligamento cruzado   | 십자인대       | Mal-soon  | Cortometraje                         |               |
| 2020 | Fanning             |                |           | Cortometraje                         |               |
| 2021 | Together            | 함께           | La chica  | Cortometraje                         | [ 12 ]        |
| 2022 | Casa de bendiciones | 축복의 집      | Hae-soo   | Protagonista                         | [ 4 ] [ 13 ]  |
| 2023 | Invernadero         | 비닐하우스     | Sun-nam   |                                      | [ 4 ] [ 6 ]   |
| 2024 | Citizen of a Kind   | 시민덕희       | Eun-mi    |                                      | [ 14 ] [ 15 ] |

### Series de televisión
| Año     | Título                                            | Personaje       | Canal         | Notas     | Ref.                 |
| ------- | ------------------------------------------------- | --------------- | ------------- | --------- | -------------------- |
| 2019    | Beautiful World                                   | Ham Yeong-joo   | JTBC          |           |                      |
| 2020    | Pasillos de hospital                              | Madre de Hoon-i | tvN, Netflix  |           | [ 5 ]                |
| 2022    | Simplemente no he hecho mi mejor esfuerzo todavía | Ham So-yo       | tvN           |           | [ 16 ] [ 17 ]        |
| 2022-23 | La gloria                                         | Kim Kyung-ran   | Netflix       | Serie web | [ 4 ] [ 8 ] [ 18 ]   |
| 2023    | Los demás no                                      | Jang Soo-jin    | ENA           |           | [ 19 ] [ 20 ]        |
| 2024    | El juego de la pirámide                           | Yoon Na-hee     | TVING         | Serie web | [ 21 ] [ 22 ] [ 23 ] |
| 2024    | Hablando con franqueza                            | Jo Hee-seon     | JTBC          |           | [ 10 ] [ 24 ]        |
| 2024    | Querida Hyeri                                     | Lee Seung-yoon  | ENA, Genie TV |           |                      |

## Premios y nominaciones
| Año  | Premio                        | Categoría               | Papel        | Resultado | Ref.          |
| ---- | ----------------------------- | ----------------------- | ------------ | --------- | ------------- |
| 2015 | 3.os Canadian Screen Awards   | Mejor actriz            | In Her Place | Nominada  | [ 25 ] [ 26 ] |
| 2016 | 3.os Wildflower Film Awards   | Mejor actriz revelación | In Her Place | Nominada  | [ 27 ]        |
| 2023 | 44.os Blue Dragon Film Awards | Mejor actriz revelación | Invernadero  | Nominada  | [ 7 ] [ 28 ]  |